# Línea 1 (EMT Fuenlabrada)
La línea 1 de la EMT de Fuenlabrada une el Recinto Ferial de Fuenlabrada con la urbanización Parque Miraflores.

## Características
Fue puesta en servicio en 1983, con la creación de la EMT de Fuenlabrada, teniendo su recorrido actual, con la excepción de que de Parque Miraflores iba directa a Nuevo Versalles y de aquí a la calle Francia, ya que no estaban construidos Loranca, el barrio de El Vivero y el hospital de Fuenlabrada.
Por Loranca comienza a pasar en 1995 y por el hospital de Fuenlabrada en el año 2003. En 2001, la línea queda limitada a Loranca, debido a la creación de la antigua línea 6, que se encargó del recorrido Loranca-Parque Miraflores. En el 2006, se vuelve a desampliar al Hospital de Fuenlabrada a favor de la línea 6, que prolongó su recorrido a dicho hospital. En 2007, tras las quejas vecinales, la línea 6 queda suprimida y la línea 1 recupera su recorrido. 
Desde el 1 de junio de 2010 modifica su recorrido para comenzar a pasar por las avenidas del Hospital y del Vivero para prestar servicio a los vecinos de estos nuevos barrios.
La línea circula exclusivamente por el término municipal de Fuenlabrada. Como bien se expresa en la numeración interna del CRTM, recibe el número 1058. El primer dígito corresponde a la línea, en este caso la línea 1. Y los últimos tres dígitos corresponden al municipio por el que circula, en este caso 058 corresponde al municipio de Fuenlabrada.
La línea no mantiene los mismos horarios todo el año, desde el 1 al 31 de julio se reducen el número de expediciones los días laborables entre semana (sábados laborables, domingos y festivos tienen los mismos horarios todo el año) y se reducen aún más durante el mes de agosto (también solo los días laborables entre semana), además de los días excepcionales vísperas de festivo y festivos de Navidad en los que los horarios también cambian y se reducen.
Es gestionada por la EMT Fuenlabrada mediante la concesión administrativa URCM-058 - Urbano de Fuenlabrada (Urbanos Comunidad de Madrid) del Consorcio Regional de Transportes de Madrid.

## Horarios
| Lunes a viernes laborables (1 sept. - 30 junio) |
| De 5:55 a 7:12 cada 15-17 minutos               |
| De 7:12 a 21:20 cada 16 minutos                 |
| A 21:40 - 22:10                                 |
| Lunes a viernes laborables (julio)              |
| De 5:55 a 20:55 cada 18 minutos                 |
| A 21:12 - 21:30 - 21:55                         |
| Lunes a viernes laborables (agosto)             |
| De 5:55 a 8:19 cada 18-20 minutos               |
| De 8:19 a 20:55 cada 18 minutos                 |
| A 21:12 - 21:30 - 21:55                         |
| Sábados laborables                              |
| De 7:10 a 8:10 cada 20 minutos                  |
| De 8:10 a 21:07 cada 21 minutos                 |
| A 21:30 - 22:00                                 |
| Domingos y festivos                             |
| De 8:10 a 9:10 cada 20 minutos                  |
| De 9:10 a 22:07 cada 21 minutos                 |

| Lunes a viernes laborables (1 sept. - 30 junio)         |
| A 5:50 - 6:20 - 6:35 - 6:51 - 7:05 - 7:20 - 7:35 - 7:46 |
| De 7:57 a 22:05 cada 16 minutos                         |
| A 22:23 - 22:50                                         |
| Lunes a viernes laborables (julio)                      |
| A 5:50 - 6:15                                           |
| De 6:35 a 21:17 cada 18 minutos                         |
| A 21:30 - 21:55 - 22:10 - 22:40                         |
| Lunes a viernes laborables (agosto)                     |
| De 5:45 a 8:05 cada 15-25 minutos                       |
| De 8:05 a 21:17 cada 18 minutos                         |
| A 21:30 - 21:55 - 22:10 - 22:40                         |
| Sábados laborables                                      |
| A 6:50 - 7:20 - 7:50 - 8:10 - 8:30                      |
| De 8:50 a 22:09 cada 20-22 minutos                      |
| A 22:36                                                 |
| Domingos y festivos                                     |
| A 7:50 - 8:20 - 8:50 - 9:10 - 9:30                      |
| De 9:50 a 22:48 cada 20-22 minutos                      |

## Recorrido y paradas

### Sentido Parque Miraflores
| Código | Parada                                | Común con                     | Conexiones con Metro y Cercanías  |
| ------ | ------------------------------------- | ----------------------------- | --------------------------------- |
| 08066  | CºBajo de Getafe-Piscina              |                               |                                   |
| 08064  | CºBajo de Getafe-Polideportivo        |                               |                                   |
| 08062  | Constitución-Polideportivo            | 6 471                         |                                   |
| 08060  | Constitución-San Juan                 | 471                           |                                   |
| 11061  | Constitución-Batalla de Brunete       | 2 6 471                       |                                   |
| 07784  | Av.Fco.Javier Sauquillo-Valdemoro     | 2 3 492                       |                                   |
| 07773  | Av.Fco.Javier Sauquillo-Castillejos   | 2 3 492                       |                                   |
| 07751  | Leganés-Humilladero                   | 3 4 6 468 471 491 492 497 526 |                                   |
| 07752  | Móstoles-Humilladero                  | 491 492 526                   | Fuenlabrada Central / Fuenlabrada |
| 07718  | Móstoles-Fátima                       | 491 492 526                   |                                   |
| 07717  | Móstoles-Mirasierra                   | 3 491 493 526                 |                                   |
| 07703  | Móstoles-Colegio                      | 3 491 492 526                 |                                   |
| 07698  | Galicia-Centro de día                 | 3 491 492                     |                                   |
| 07697  | Galicia-Farmacia                      | 2 3 491 492                   |                                   |
| 07694  | Galicia-Colegio                       | 2 3 491 492                   |                                   |
| 07692  | Galicia-El Naranjo                    | 2 3 13                        |                                   |
| 07695  | Galicia-Colegio                       | 2 3 13 491 492                |                                   |
| 07696  | Galicia-Kiosco                        | 2 3 13 491 492                |                                   |
| 07699  | Galicia-Centro de día                 | 2 13 491 492                  |                                   |
| 11169  | Islas británicas-Villa Regia          |                               |                                   |
| 11171  | Islas británicas-Escocia              |                               |                                   |
| 11173  | Francia-PºSetúbal                     | 2 3 4 493                     |                                   |
| 12638  | Cº del Molino-Hospital de Fuenlabrada | 2 3 4 468 496                 | Hospital de Fuenlabrada           |
| 18166  | Av.Hospital-Los Galenos               |                               |                                   |
| 18168  | Av.Hospital-Ramón y Cajal             |                               |                                   |
| 18170  | Av.Vivero-Pensamientos                |                               |                                   |
| 12423  | Clara Campoamor-Ana Frank             | 4 493 527                     |                                   |
| 11682  | Av.Pablo Iglesias-Gabriela Mistral    | 4 493 527                     |                                   |
| 11681  | Av.Pablo Iglesias-Dolores Ibarruri    | 4 493 527                     | Loranca                           |
| 11679  | Av.Pablo Iglesias-Alegría             | 4 493 527                     |                                   |
| 11677  | Av.Pablo Iglesias-Encuentro           | 4 493 527                     |                                   |
| 12425  | Av.Pablo Iglesias-Av.Libertad         | 4 493 527                     |                                   |
| 12427  | Av.Pablo Iglesias-Juventud            | 4 493                         |                                   |
| 11675  | Av.Pablo Iglesias-Dolores Ibarruri    | 4 527                         |                                   |
| 08180  | Ctra.M506-Urb.Parque Miraflores       | 526 527                       |                                   |

### Sentido Polígono Sevilla (Piscina)
| Código | Parada                                 | Común con        | Conexiones con Metro y Cercanías  |
| ------ | -------------------------------------- | ---------------- | --------------------------------- |
| 08180  | Ctra.M506-Urb.Parque Miraflores        | 526 527          |                                   |
| 08179  | Ctra.M506-Pol.Ind.Callfersa            | 526 527          |                                   |
| 12023  | Av.Ciudad Jardín-Centro Comercial      | 493              |                                   |
| 12026  | Av.Pablo Iglesias-Centro Comercial     | 493              |                                   |
| 08181  | Av.Pablo Iglesias-Posito               | 493 527          |                                   |
| 12426  | Av.Pablo Iglesias-Alba                 | 493 527          |                                   |
| 11676  | Av.Pablo Iglesias-Encuentro            | 493 527          |                                   |
| 11678  | Av.Pablo Iglesias-María Moliner        | 493 527          |                                   |
| 11680  | Av.Pablo Iglesias-Federica Montseny    | 493 527          | Loranca                           |
| 08182  | Av.Nuevo Versalles-Urb.Nuevo Versalles | 493 527          |                                   |
| 18171  | Av.Vivero-Pensamientos                 |                  |                                   |
| 18169  | Av.Hospital-Ramón y Cajal              |                  |                                   |
| 18167  | Av.Hospital-Gabriel Falopio            |                  |                                   |
| 12630  | Cº del Molino-Hospital de Fuenlabrada  | 2 3 4 468 496    | Hospital de Fuenlabrada           |
| 11174  | Francia-PºSetúbal                      | 2 3 4 493        |                                   |
| 11172  | Islas británicas-Escocia               |                  |                                   |
| 11170  | Islas británicas-Islandia              |                  |                                   |
| 07698  | Galicia-Centro de día                  | 3 491 492        |                                   |
| 07697  | Galicia-Farmacia                       | 2 3 491 492      |                                   |
| 07694  | Galicia-Colegio                        | 2 3 491 492      |                                   |
| 07692  | Galicia-El Naranjo                     | 2 3 13           |                                   |
| 07695  | Galicia-Colegio                        | 2 3 13 491 492   |                                   |
| 07696  | Galicia-Kiosco                         | 2 3 13 491 492   |                                   |
| 07699  | Galicia-Centro de día                  | 2 13 491 492     |                                   |
| 07702  | Móstoles-Colegio                       | 2 13 491 492 526 |                                   |
| 07716  | Móstoles-Austria                       | 13 491 493 526   |                                   |
| 07719  | Móstoles-Fátima                        | 2 491 492 526    |                                   |
| 07750  | Móstoles-Delicias                      | 2                | Fuenlabrada Central / Fuenlabrada |
| 07779  | Arroyada del Tesillo-Paz               | 492 526          |                                   |
| 10885  | Constitución-Olivar                    | 492              |                                   |
| 07789  | Constitución-Miguel Servet             | 6 471            |                                   |
| 08061  | Constitución-Cº del Álamo              |                  |                                   |
| 08063  | Constitución-Polideportivo             |                  |                                   |
| 08065  | CºBajo de Getafe-Polideportivo         |                  |                                   |
| 08067  | CºBajo de Getafe-Piscina               |                  |                                   |
| 08068  | CºBajo de Getafe-Pol.Sevilla           |                  |                                   |